# Thành phố đô thị Torino
Thành phố đô thị Torino (tiếng Ý: Città metropolitana di Torino) thuộc vùng Piemonte, Ý. Thủ phủ là thành phố Torino. Nó thay thế tỉnh Torino từ năm 2015 và gồm có thành phố Torino cùng 315 khu tự quản (comuni) khác. Thành phố tự quản Torino được lãnh đạo bởi thị trưởng vùng đô thị (sindaco metropolitano) và hội đồng vùng đô thị (consiglio metropolitano). Đây là thành phố đô thị có diện tích lớn nhất tại Ý, và có biên giới với Pháp. Thành phố đô thị Torino có diện tích 6.830 km², và tổng dân số là 2.306.676. Địa bàn thành phố đô thị có một khu vực núi ở phía tây vào phía bắc dọc biên giới với Pháp và Thung lũng Aosta, cong phần bằng phẳng hoặc đồi nằm tại phía nam và đông.

## Hành chính
- Agliè
- Airasca
- Ala di Stura
- Albiano d'Ivrea
- Alice Superiore
- Almese
- Alpette
- Alpignano
- Andezeno
- Andrate
- Angrogna
- Arignano
- Avigliana
- Azeglio
- Bairo
- Balangero
- Baldissero Canavese
- Baldissero Torinese
- Balme
- Banchette
- Barbania
- Bardonecchia
- Barone Canavese
- Beinasco
- Bibiana
- Bobbio Pellice
- Bollengo
- Borgaro Torinese
- Borgiallo
- Borgofranco d'Ivrea
- Borgomasino
- Borgone Susa
- Bosconero
- Brandizzo
- Bricherasio
- Brosso
- Brozolo
- Bruino
- Brusasco
- Bruzolo
- Buriasco
- Burolo
- Busano
- Bussoleno
- Buttigliera Alta
- Cafasse
- Caluso
- Cambiano
- Campiglione-Fenile
- Candia Canavese
- Candiolo
- Canischio
- Cantalupa
- Cantoira
- Caprie
- Caravino
- Carema
- Carignano
- Carmagnola
- Casalborgone
- Cascinette d'Ivrea
- Caselette
- Caselle Torinese
- Castagneto Po
- Castagnole Piemonte
- Castellamonte
- Castelnuovo Nigra
- Castiglione Torinese
- Cavagnolo
- Cavour
- Cercenasco
- Ceres
- Ceresole Reale
- Cesana Torinese
- Chialamberto
- Chianocco
- Chiaverano
- Chieri
- Chiesanuova
- Chiomonte
- Chiusa di San Michele
- Chivasso
- Ciconio
- Cintano
- Cinzano
- Cirié
- Claviere
- Coassolo Torinese
- Coazze
- Collegno
- Colleretto Castelnuovo
- Colleretto Giacosa
- Condove
- Corio
- Cossano Canavese
- Cuceglio
- Cumiana
- Cuorgnè
- Druento
- Exilles
- Favria
- Feletto
- Fenestrelle
- Fiano
- Fiorano Canavese
- Foglizzo
- Forno Canavese
- Frassinetto
- Front
- Frossasco
- Garzigliana
- Gassino Torinese
- Germagnano
- Giaglione
- Giaveno
- Givoletto
- Gravere
- Groscavallo
- Grosso
- Grugliasco
- Ingria
- Inverso Pinasca
- Isolabella
- Issiglio
- Ivrea
- La Cassa
- La Loggia
- Lanzo Torinese
- Lauriano
- Leini
- Lemie
- Lessolo
- Levone
- Locana
- Lombardore
- Lombriasco
- Loranzè
- Lugnacco
- Luserna San Giovanni
- Lusernetta
- Lusigliè
- Macello
- Maglione
- Mappano
- Marentino
- Massello
- Mathi
- Mattie
- Mazzè
- Meana di Susa
- Mercenasco
- Meugliano
- Mezzenile
- Mombello di Torino
- Mompantero
- Monastero di Lanzo
- Moncalieri
- Moncenisio
- Montaldo Torinese
- Montalenghe
- Montalto Dora
- Montanaro
- Monteu da Po
- Moriondo Torinese
- Nichelino
- Noasca
- Nole
- Nomaglio
- None
- Novalesa
- Oglianico
- Orbassano
- Orio Canavese
- Osasco
- Osasio
- Oulx
- Ozegna
- Palazzo Canavese
- Pancalieri
- Parella
- Pavarolo
- Pavone Canavese
- Pecco
- Pecetto Torinese
- Perosa Argentina
- Perosa Canavese
- Perrero
- Pertusio
- Pessinetto
- Pianezza
- Pinasca
- Pinerolo
- Pino Torinese
- Piobesi Torinese
- Piossasco
- Piscina
- Piverone
- Poirino
- Pomaretto
- Pont Canavese
- Porte
- Pragelato
- Prali
- Pralormo
- Pramollo
- Prarostino
- Prascorsano
- Pratiglione
- Quagliuzzo
- Quassolo
- Quincinetto
- Reano
- Ribordone
- Riva presso Chieri
- Rivalba
- Rivalta di Torino
- Rivara
- Rivarolo Canavese
- Rivarossa
- Rivoli
- Robassomero
- Rocca Canavese
- Roletto
- Romano Canavese
- Ronco Canavese
- Rondissone
- Rorà
- Rosta
- Roure
- Rubiana
- Rueglio
- Salassa
- Salbertrand
- Salerano Canavese
- Salza di Pinerolo
- Samone
- San Benigno Canavese
- San Carlo Canavese
- San Colombano Belmonte
- San Didero
- San Francesco al Campo
- San Germano Chisone
- San Gillio
- San Giorgio Canavese
- San Giorio di Susa
- San Giusto Canavese
- San Martino Canavese
- San Maurizio Canavese
- San Mauro Torinese
- San Pietro Val Lemina
- San Ponso
- San Raffaele Cimena
- San Sebastiano da Po
- San Secondo di Pinerolo
- Sangano
- Sant'Ambrogio di Torino
- Sant'Antonino di Susa
- Santena
- Sauze d'Oulx
- Sauze di Cesana
- Scalenghe
- Scarmagno
- Sciolze
- Sestriere
- Settimo Rottaro
- Settimo Torinese
- Settimo Vittone
- Sparone
- Strambinello
- Strambino
- Susa
- Tavagnasco
- Torino
- Torrazza Piemonte
- Torre Canavese
- Torre Pellice
- Trana
- Trausella
- Traversella
- Traves
- Trofarello
- Usseaux
- Usseglio
- Vaie
- Val della Torre
- Valgioie
- Vallo Torinese
- Valperga
- Valprato Soana
- Varisella
- Vauda Canavese
- Venaria Reale
- Venaus
- Verolengo
- Verrua Savoia
- Vestignè
- Vialfrè
- Vico Canavese
- Vidracco
- Vigone
- Villafranca Piemonte
- Villanova Canavese
- Villar Dora
- Villar Focchiardo
- Villar Pellice
- Villar Perosa
- Villarbasse
- Villareggia
- Villastellone
- Vinovo
- Virle Piemonte
- Vische
- Vistrorio
- Viù
- Volpiano
- Volvera